# Allenberg (Schiltberg)
Allenberg ist ein Dorf im östlichen Schwaben und Ortsteil der Gemeinde Schiltberg im Landkreis Aichach-Friedberg.

## Lage
Der Ort liegt ungefähr in der Mitte zwischen Aichach und Schiltberg. Die Kreisstraße AIC 2 führt nördlich am Ort vorbei. In der Dorfmitte (Freisinger Straße 2, Ecke Flurstraße) befindet sich die katholische Muttergotteskapelle, ein schlichter Rechteckbau mit Dachreiter, die ab 1851 errichtet wurde. Es handelt sich um das einzige Baudenkmal in Allenberg. Durch Allenberg fließt der Höfarter Bach von West nach Ost, der in Höfarten als linker Zufluss in die Weilach mündet.
1888 wurde die Freiwillige Feuerwehr Allenberg gegründet.
Allenberg war bis zum 1. Januar 1971 eine selbstständige Gemeinde im oberbayerischen Landkreis Aichach und wurde im Zuge der Gebietsreform in Bayern ein Ortsteil von Schiltberg.

## Baudenkmäler
Siehe: Liste der Baudenkmäler in Allenberg